# Fußball-Europameisterschaft 2012/Irland
Dieser Artikel behandelt die irische Fußballnationalmannschaft bei der Europameisterschaft 2012 in Polen und der Ukraine. Die irische Mannschaft nahm zum zweiten Mal an einer EM-Endrunde teil und schied als Gruppenletzter in der Vorrunde aus. Bei der ersten Teilnahme 1988 wurde die Gruppenphase als Dritter abgeschlossen.

## Qualifikation
Irland absolvierte die Qualifikation zur Europameisterschaft in der Qualifikationsgruppe B.

### Spiele
| Datum      | Spielort                                           | Gastgeber  | Gast       | Ergebnis  | Torschützen |
| ---------- | -------------------------------------------------- | ---------- | ---------- | --------- | --- |
| 03.09.2010 | Jerewan Hanrapetakan-Stadion                       | Armenien   | Irland     | 0:1 (0:0) | 0:1 Keith Fahey (76.) |
| 07.09.2010 | Dublin Aviva Stadium                               | Irland     | Andorra    | 3:1 (2:1) | 1:0 Kevin Kilbane (15.), 2:0 Kevin Doyle (41.), 2:1 Cristian Martínez (45.), 3:1 Robbie Keane (54.)                              |
| 08.10.2010 | Dublin Aviva Stadium                               | Irland     | Russland   | 2:3 (0:2) | 0:1 Alexander Kerschakow (11.), 0:2 Alan Dsagojew (29.), 0:3 Roman Schirokow (50.), 1:3 Robbie Keane (72.), 2:3 Shane Long (78.) |
| 12.10.2010 | Žilina Štadión pod Dubňom                          | Slowakei   | Irland     | 1:1 (1:1) | 0:1 Sean St. Ledger (16.), 1:1 Ján Ďurica (36.)                                                                                  |
| 26.03.2011 | Dublin Aviva Stadium                               | Irland     | Mazedonien | 2:1 (2:1) | 1:0 Aiden McGeady (2.), 2:0 Robbie Keane (21.), 2:1 Ivan Tričkovski (45.)                                                        |
| 04.06.2011 | Skopje Philip-II-Arena                             | Mazedonien | Irland     | 0:2 (0:2) | 0:1, 0:2 Robbie Keane (8., 37.)                                                                                                  |
| 02.09.2011 | Dublin Aviva Stadium                               | Irland     | Slowakei   | 0:0       | |
| 06.09.2011 | Moskau Olympiastadion Luschniki                    | Russland   | Irland     | 0:0       | |
| 07.10.2011 | Andorra la Vella Estadi Comunal d’Andorra la Vella | Andorra    | Irland     | 0:2 (0:2) | 0:1 Kevin Doyle (8.), 0:2 Aiden McGeady (20.)                                                                                    |
| 11.10.2011 | Dublin Aviva Stadium                               | Irland     | Armenien   | 2:1 (1:0) | 1:0 Valeri Aleksanjan (43./ET), 2:0 Richard Dunne (59.), 2:1 Henrich Mchitarjan (62.)                                            |

### Tabelle
| Pl. | Land       | Sp. | S | U | N  | Tore    | Punkte |
| --- | ---------- | --- | - | - | -- | ------- | ------ |
| 1.  | Russland   | 10  | 7 | 2 | 1  | 017:400 | 23     |
| 2.  | Irland     | 10  | 6 | 3 | 1  | 015:700 | 21     |
| 3.  | Armenien   | 10  | 5 | 2 | 3  | 022:100 | 17     |
| 4.  | Slowakei   | 10  | 4 | 3 | 3  | 007:100 | 15     |
| 5.  | Mazedonien | 10  | 2 | 2 | 6  | 008:140 | 08     |
| 6.  | Andorra    | 10  | 0 | 0 | 10 | 001:250 | 0      |

### Playoff-Spiele
Für die Playoff-Spiele der Gruppenzweiten wurde Irland gemäß dem UEFA-Koeffizienten neben Kroatien, Portugal und Tschechien gesetzt.
| Datum                                   |         | Ergebnis  |         | Torschützen                                                                             |
| --------------------------------------- | ------- | --------- | ------- | --------------------------------------------------------------------------------------- |
| 11.11.2011 in Tallinn (A. Le Coq Arena) | Estland | 0:4 (0:1) | Irland  | 0:1 Keith Andrews (13), 0:2 Jonathan Walters (67.), 0:3, 0:4 Robbie Keane (71., 88./FE) |
| 15.11.2011 in Dublin (Aviva Stadium)    | Irland  | 1:1 (1:0) | Estland | 1:0 Stephen Ward (32.), 1:1 Konstantin Vassiljev (57.)                                  |
| Gesamt:                                 | Estland | 1:5       | Irland  |                                                                                         |

Bester Torschütze war Rekordtorschütze Robbie Keane mit sieben Toren, der am 4. Juni 2011 in der 8. Minute des EM-Qualifikationsspiels gegen Mazedonien sein 50. Länderspieltor erzielte.

## Vorbereitung
Die irische Mannschaft bestritt unmittelbar vor der EM noch zwei Testspiele: Am 26. Mai spielte sie in Dublin erstmals gegen Bosnien-Herzegowina (1:0, Torschütze Shane Long) und am 4. Juni in Budapest gegen Ungarn (0:0).

## Spiele Irlands

### EM-Vorrunde
Bei der Auslosung wurden die Iren, sowie Italien und Kroatien dem als Gruppenkopf der Gruppe C gesetzten Welt- und Europameister Spanien zugelost. Die Bilanz gegen Italien ist negativ (je 2 Siege und Remis bei 7 Niederlagen vor der EM), war gegen Kroatien positiv (2 Siege, 3 Remis, 1 Niederlage vor der EM) und gegen Spanien negativ (4 Siege, 7 Remis, 13 Niederlagen vor der EM). Zuletzt trafen Spanien und Irland im Achtelfinale der WM 2002 aufeinander, wo sich die Spanier im Elfmeterschießen durchsetzen konnten. Das letzte Spiel gegen Kroatien am 10. August 2011 endete torlos und gegen Italien wurde zuletzt am 7. Juni 2011 mit 2:0 gewonnen.
Vorrundengruppe C:
Alle Spiele fanden in Polen statt.
| Pl. | Land     | Sp. | S | U | N | Tore    | Diff. | Punkte |
| --- | -------- | --- | - | - | - | ------- | ----- | ------ |
| 1.  | Spanien  | 3   | 2 | 1 | 0 | 006:100 | +5    | 07     |
| 2.  | Italien  | 3   | 1 | 2 | 0 | 004:200 | +2    | 05     |
| 3.  | Kroatien | 3   | 1 | 1 | 1 | 004:300 | +1    | 04     |
| 4.  | Irland   | 3   | 0 | 0 | 3 | 001:900 | −8    | 0      |

|                                           |   |          |           |
| So., 10. Juni 2012 um 20:45 Uhr in Posen  |   |          |           |
| Irland                                    | – | Kroatien | 1:3 (1:2) |
| Do., 14. Juni 2012 um 20:45 Uhr in Danzig |   |          |           |
| Spanien                                   | – | Irland   | 4:0 (1:0) |
| Mo., 18. Juni 2012 um 20:45 Uhr in Posen  |   |          |           |
| Italien                                   | – | Irland   | 2:0 (1:0) |

## Kader
Am 7. Mai 2012 benannte Nationaltrainer Giovanni Trapattoni den Kader für die Fußball-Europameisterschaft 2012. Die erfahrensten Spieler im Kader waren Rekordnationalspieler Shay Given, Rekordtorschütze, Robbie Keane und Damien Duff, die auch schon bei der WM 2002 zum Einsatz gekommen waren. Außer drei Spielern, die in Russland, Schottland und den USA spielten, waren alle Spieler bei englischen Vereinen in der Premier League oder der Football League Championship aktiv. Der Russland-Legionär Aiden McGeady von Spartak Moskau und der USA-Legionär Robbie Keane von den Los Angeles Galaxy waren auch die einzigen beiden „Nicht-Großbritannien-Legionäre“, Keane gar einer von nur zwei Legionären im Turnier, die nicht im UEFA-Raum unter Vertrag standen. McGeady und Kean waren die ersten beiden Spieler seit John Bryne und John Aldridge, die als Legionäre, die nicht in Großbritannien unter Vertrag standen, im Kader der irischen Nationalelf zu einem Turnier standen. John Bryne und John Aldridge hatten bei der Fußball-Weltmeisterschaft 1990 als Legionäre in Frankreich bzw. Spanien teilgenommen. Während Bryne bei AC Le Havre spielte, stand Aldridge bei Real Sociedad San Sebastián unter Vertrag.
| 23         | David Forde         | FC Millwall             | 002 | 0  | 24.05.2011 |   |   |  |   |   |
| 01         | Shay Given          | Aston Villa             | 125 | 0  | 27.03.1996 | 3 |   |  |   |   |
| 16         | Keiren Westwood     | AFC Sunderland          | 010 | 0  | 29.05.2009 |   |   |  |   |   |
| Abwehr     |                     |                         |     |    |            |   |   |  |   |   |
| 05         | Richard Dunne       | Aston Villa             | 076 | 08 | 26.04.2000 | 3 |   |  |   |   |
| 13         | Paul McShane        | Hull City AFC           | 027 | 0  | 11.10.2006 |   |   |  |   |   |
| 12         | Stephen Kelly       | FC Fulham               | 030 | 0  | 24.05.2006 |   |   |  |   |   |
| 18         | Darren O’Dea        | Celtic Glasgow          | 014 | 0  | 28.05.2010 |   |   |  |   |   |
| 04         | John O’Shea         | AFC Sunderland          | 079 | 01 | 15.08.2001 | 3 |   |  |   | 1 |
| 02         | Sean St. Ledger     | Leicester City          | 030 | 03 | 06.06.2009 | 3 | 1 |  |   | 2 |
| 03         | Stephen Ward        | Wolverhampton Wanderers | 015 | 02 | 24.05.2011 | 3 |   |  |   |   |
| Mittelfeld |                     |                         |     |    |            |   |   |  |   |   |
| 08         | Keith Andrews       | West Bromwich Albion    | 032 | 03 | 19.11.2008 | 3 |   |  | 1 | 2 |
| 11         | Damien Duff ()      | FC Fulham               | 100 | 08 | 25.03.1998 | 3 |   |  |   |   |
| 21         | Paul Green          | Derby County            | 012 | 01 | 25.05.2010 | 1 |   |  |   |   |
| 15         | Darron Gibson       | FC Everton              | 019 | 01 | 22.08.2007 |   |   |  |   |   |
| 17         | Stephen Hunt        | Wolverhampton Wanderers | 039 | 0  | 07.02.2007 |   |   |  |   |   |
| 22         | James McClean       | AFC Sunderland          | 002 | 0  | 29.02.2012 | 1 |   |  |   |   |
| 07         | Aiden McGeady       | Spartak Moskau          | 052 | 02 | 02.06.2004 | 3 |   |  |   |   |
| 06         | Glenn Whelan        | Stoke City              | 042 | 02 | 24.06.2008 | 3 |   |  |   | 1 |
| Angriff    |                     |                         |     |    |            |   |   |  |   |   |
| 20         | Simon Cox           | West Bromwich Albion    | 015 | 03 | 24.05.2011 | 3 |   |  |   |   |
| 09         | Kevin Doyle         | Wolverhampton Wanderers | 050 | 10 | 01.03.2006 | 2 |   |  |   |   |
| 10         | Robbie Keane        | Los Angeles Galaxy      | 120 | 53 | 25.03.1998 | 3 |   |  |   | 1 |
| 19         | Shane Long          | West Bromwich Albion    | 027 | 07 | 07.02.2007 | 2 |   |  |   |   |
| 14         | Jonathan Walters    | Stoke City              | 010 | 01 | 17.11.2010 | 3 |   |  |   |   |
| Trainer    |                     |                         |     |    |            |   |   |  |   |   |
|            | Giovanni Trapattoni | Italien                 |     |    | 01.06.2008 | 3 |   |  |   |   |

Anmerkungen: Daten gemäß Angaben des irischen Verbandes und der UEFA (Stand: 18. Juni 2012, nach dem Spiel gegen Italien).